# John Fielder
John Fielder (2. srpna 1950 – 11. srpna 2023) byl americký krajinářský fotograf, spisovatel knih o přírodě, vydavatel více než 40 knih a ochránce přírody. Je celonárodně známý svými krajinářskými fotografiemi, scénickými kalendáři (které vycházely více než 30 let) a mnoha fotografickými knihami a cestovními průvodci – včetně v Coloradu nejprodávanějšího Colorado 1870–2000, ve kterém se shoduje se stejnými scénami klasické fotografie pořízené v 19. století fotografem Williamem Henrym Jacksonem. Fielder třikrát vyhrál ocenění Colorado Book Award, v letech 1996, 1997 a 2000. V lednu 2023 Fielder uvolnil celých svých více než 5 000 fotografií s historickou společností History Colorado do veřejné sféry.
Fielder pracoval na podpoře ochrany otevřeného prostoru Colorada a divočiny. Jeho fotografie ovlivnila lidi i legislativu a vysloužila si uznání, včetně ceny Ansela Adamse od Sierra Clubu v roce 1993 a v roce 2011 první ceny Nadace Alda Leopolda za úspěch udělené jednotlivci. Byl původním guvernérem jmenovaným členem představenstva společnosti Great Outdoors Colorado související s loterií a každý rok hovořil s tisíci lidí, aby podpořili využití půdy a otázky životního prostředí.

## Životopis
Fielder, rodák z Washingtonu, DC, se po promoci na Duke University přestěhoval do Colorada. Po osmi letech práce pro obchodní domy proměnil svůj fotografický koníček v profesi.
Zemřel 11. srpna 2023 na rakovinu ve věku 73 let.

## Výstavy
- Colorado History Museum: Colorado 1870-2000, dříve a nyní, II, září 2005-duben 2006, Denver, Colorado
- The Wildlife Experience, stálá expozice, Parker, Colorado

## Ceny a ocenění
- Cena Ansela Adamse, 1993
- Colorado Book Award, 1996, 1997, 2000
- National Outdoor Book Award (Design and Artistic Merit), Mountain Ranges of Colorado, 2005[5]
- National Outdoor Book Award (Outdoor Adventure Guidebook), Colorado's Continental Divide Trail, 1998[5]

## Publikovaná díla
- Colorado 1870-2000 (2000) Boulder, Colo.: Westcliffe Publishers ISBN 1-56579-347-1.
- Colorado 1870-2000 II (2005) Boulder, Colo.: Westcliffe Publishers, ISBN 1-56579-566-0.
- Colorado 1870-2000 Revisited (2001), coauthored with Thomas J. Noel, Boulder, Colo.: Big Earth Publishing, ISBN 1-56579-389-7, ISBN 978-1-56579-389-7.
- Mountain Ranges of Colorado Boulder, Colo.: Westcliffe Publishers, ISBN 1-56579-496-6.
- To Walk in Wilderness Archivováno 6. 10. 2011 na Wayback Machine. (coauthored with T.A. Barron), Boulder, Colo.: Westcliffe Publishers, ISBN 1-56579-038-3.
- Along the Colorado Trail Archivováno 6. 10. 2011 na Wayback Machine. (coauthored with M. John Fayhee), Boulder, Colo.: Westcliffe Publishers, ISBN 1-56579-010-3.
- Colorado: Lost Places and Forgotten Words Boulder, Colo.: Westcliffe Publishers, ISBN 0-942394-88-7
- John Fielder's Best of Colorado Boulder, Colo.: Westcliffe Publishers, ISBN 1-56579-429-X.
- The Complete Guide to Colorado's Wilderness Areas (coauthored with Mark Pearson)
- A Colorado Winter Boulder, Colo.: Westcliffe Publishers, ISBN 1-56579-289-0.
- Photographing the Landscape Archivováno 15. 9. 2012 na Wayback Machine. Boulder, Colo.: Westcliffe Publishers, ISBN 1-56579-228-9.